# Pierre Peeters
Petrus Joseph (Pierre) Peeters (Kontich, 23 mei 1811 – aldaar, 17 oktober 1888) was een Belgisch politicus.

## Levensloop
Hij volgde Simon de Neuf de Burght na diens dood op als burgemeester van Kontich, een mandaat dat hij uitoefende tot 1884. Hij werd opgevolgd door Leopold Feremans.
De uitvaartplechtigheid vond plaats in de Sint-Martinuskerk te Kontich.